# گزارش یک قتل
گزارش یک قتل فیلمی به کارگردانی محمدعلی نجفی و نویسندگی علیرضا رئیسیان، حسن هدایت، محمدعلی نجفی ساختهٔ سال ۱۳۶۵ است.

## بازیگران
- اکبر زنجان‌پور
- هما روستا
- ناصر هاشمی
- قطب‌الدین صادقی
- مهناز افضلی
- علی‌اصغر گرمسیری
- مجید شهباز
- فاضل
- ناصر اعترازی